# Bernhard Britting
Bernhard Britting (Berlín, 22 de octubre de 1940) es un deportista alemán que compitió para la RFA en remo.
Participó en los Juegos Olímpicos de Tokio 1964, obteniendo una medalla de oro en la prueba de cuatro con timonel. Ganó una medalla en el Campeonato Mundial de Remo de 1962 y tres medallas en el Campeonato Europeo de Remo entre los años 1961 y 1964.

## Palmarés internacional
| Representando al Equipo Alemán Unificado |                          |                  |                    |
| Juegos Olímpicos                         |                          |                  |                    |
| Año                                      | Lugar                    | Medalla          | Prueba             |
| 1964                                     | Tokio (Japón)            | Medalla de oro   | Cuatro con timonel |
| Representando a la RFA                   |                          |                  |                    |
| Campeonato Mundial                       |                          |                  |                    |
| Año                                      | Lugar                    | Medalla          | Prueba             |
| 1962                                     | Lucerna (Suiza)          | Medalla de oro   | Cuatro con timonel |
| Campeonato Europeo                       |                          |                  |                    |
| Año                                      | Lugar                    | Medalla          | Prueba             |
| 1961                                     | Praga (Checoslovaquia)   | Medalla de plata | Ocho con timonel   |
| 1963                                     | Copenhague (Dinamarca)   | Medalla de oro   | Cuatro con timonel |
| 1964                                     | Ámsterdam (Países Bajos) | Medalla de plata | Cuatro con timonel |